# Simson GS-serie
De Simson GS-modellen waren terreinmotoren van het Oost-Duitse merk Simson.
Ze werden gebouwd om ingezet te worden in betrouwbaarheidsritten, die later bekend werden als Enduro. De bekendste wedstrijden waaraan met deze motoren werd deelgenomen waren de International Six Days Enduros.
In de jaren zestig en -zeventig werden machines in de lichte klassen 50- en 75 cc ingezet. Dit werd gedaan om het eveneens Oost-Duitse merk MZ geen concurrentie aan te doen in de zwaardere klassen. 

## GS50, GS50-1, GS75 en GS75-1
- De GS50 was een echte betrouwbaarheidsmotor die werd ingezet tijdens internationale wedstrijden zoals de ISDE. Hij werd in 1962 voor het eerst in wedstrijden ingezet, maar kwam niet in de vrije verkoop. Als fabrieksmotor werd hij ter beschikking gesteld aan de "Allgemeiner Deutscher Motorsport Verband" (ADMV) en de "Gesellschaft für Sport und Technik". De machine moest, net als een moderne enduromotor, voldoen aan de wettelijke eisen voor gebruik op de openbare weg, maar omdat dit niet lukte werden door de DDR-regering een aantal "ontheffingen" verleend.
- De GS75 was vrijwel identiek en werd gebouwd in 1964 en 1965. Van de GS75 is bekend dat deze "2 x 3" versnellingen had. Dat kwam doordat een drieversnellingsbak was gebruikt met een hoge en lage gearing. In dergelijke gevallen gebruikte Simson voetschakeling voor de versnellingsbak en handschakeling voor de gearing. In 1966 verschenen de opvolgers GS50-1 en GS75-1, die tot 1979 onder die naam gebruikt werden, maar uiteraard wél steeds opgewaardeerd werden.
- De GS50-1 had een nieuwe, van de SR4-3 Sperber overgenomen tank en vanaf 1968 ook een groter 21 inch voorwiel, een nieuwe telescoopvork met hydraulische demping en 130mm veerweg, grotere trommelremmen. Door toepassing van de vierversnellingsbak van de Sperber én een schakelbare gearing had de machine 4 + 4 versnellingen.
- De GS75-1 week qua rijwielgedeelte duidelijk af van de andere modellen. Hij had een dubbel wiegframe, terwijl de andere modellen allemaal een brugframe hadden. Om het extra gewicht op te vangen werd een aluminium brandstoftank gebruikt. De machine leverde aanvankelijk 9,5 pk, hoewel de laatste uitvoeringen 11 pk en zelfs 14 pk leverden. Desondanks waren de Simson machines niet meer in staat om de eerste plaatsen te strijden.

## Technische gegevens GS modellen
| Simson               | GS50                                  | GS50-1               | GS75                 | GS75-1               |
| -------------------- | ------------------------------------- | -------------------- | -------------------- | -------------------- |
| Periode              | 1962-1965                             | 1966-1979            | 1964-1965            | 1966-1979            |
| Motor                | M54KF-GS                              | onbekend             | onbekend             | onbekend             |
| Motor type           | eencilinder tweetakt                  | eencilinder tweetakt | eencilinder tweetakt | eencilinder tweetakt |
| Koeling              | rijwind                               | rijwind              | rijwind              | rijwind              |
| boring in mm         | 40                                    | 40                   | 45                   | 45                   |
| slag in mm           | 39,5                                  | 39,5                 | 46                   | 46                   |
| Cilinderinhoud in cc | 49,6                                  | 49,6                 | 73                   | 73                   |
| Compressieverhouding | 10,5:1                                | 10,5:1               | 10,5:1               | onbekend             |
| Max. Vermogen in pk  | 6,5 bij 8.700 tpm                     | 6,5 bij 8.700 tpm    | 9 bij 8.200 tpm      | 9,5 bij 8.200 tpm    |
| Topsnelheid in km/h  | 80                                    | onbekend             | onbekend             | onbekend             |
| Versnellingen        | 4                                     | 2 x 4                | 2 x 3                | 2 x 4                |
| Gewicht in kg        | 98 bedrijfsklaar met boordgereedschap | 86 (droog)           | 86 (droog)           | onbekend             |